# Yamaha YZR-M1
A Yamaha YZR-M1 egy 1000cc-es versenymotor amit a Yamaha Motor Company fejlesztett ki kifejezetten a MotoGp-ben való versenyzésre.

## A 2004-es YZR-M1 modell
2004-ben a Yamaha legfőbb fejlesztési célja az volt, hogy a fojtószelep nyitása és a hátsó keréken leadott teljesítmény közötti kapcsolat lineáris legyen, valamint sikerüljön kihasználniuk a soros négyhengeres motorblokk előnyeit, mely kiváló kezelhetőséget nyújt, igen nagy stabilitással párosítva.
2004-ben a motor 9 győzelemhez és egyéni VB-címhez segítette Valentino Rossit, azonban a szezon 4 versenyén nem sikerült dobogóra kerülnie vele - Jerezben, Rioban, Sachsenringen és Losailban.
A Yamaha mérnökei a 2004-es modell erősségének a gyors irányváltásokkor szükséges könnyű kezelhetőséget, a stbailitását és motorvezérlő rendszerét tartották, viszont a gyorsulása és végsebessége szempontjából már kevésbé volt versenyképes, ráadásul vizes pályán a stabilitása is elég gyenge volt.

## A 2005-ös YZR-M1 fejlesztésének céljai
Yamaha az alábbi célokat tűzte ki a 2005-ös modell elé, mégpedig hogy mindhárom MotoGP kategóriában bajnoki címet (egyéni, korstruktőri, csapat) megszerezze a gyárnak, 50. évfordulójuk alkalmából:
- Tökéletesíteni a soros négyhengeres motor elhelyezését, ezáltal tovább növelve a kezelhetőséget és stabilitást.
- Növelni a magas fordulaton leadott teljesítményt és a gyorsulóképességet.
- Javítani a motorblokk hatékonyságán a fogyasztás és teljesítményleadás kapcsolatának szempontjából.
- Esőben és nagy szélben kontrollálhatóbbá tenni a motort.

Annak érdekében, hogy mindezen célokat elérjék, a Yamaha egy új motorblokkot tervezett 2005-re. A legfontosabb tervezési szempont az volt, hogy az új blokknak köszönhetően a motor dinamikája javuljon, vagyis a tömegközéppont pontosan a motor közepébe kerüljön.
Ezt nemcsak a kompaktabb építésű motorblokkal, hanem az üzemanyagtank átméretezésével, valamint a hátsó rugóstag csatlakoztatási pontjának a vázon belülre történő áthelyezésével sikerült elérniük - míg a tengelytáv értéke nem változott.
Emellett megnövelték a váz merevségét, miközben a lengőkar forgáspontja feletti keresztmerevítő elemet eltávolították! Így már egyszerű volt a hátsó rugóstag bekötésének fenti módosítása és csökkent a váz tömege.
A 2005-ös fejlesztési program eredményei:
A teljesítmény szempontjából sikerült az előrelépés, a 2005-ös szezonnyitó jerezi futamon használt erőforrás több lóerőt adott le, mint a 2004-es és a szezon folyamán további módosításokat bevezetve folyamatosan még tovább sikerült növelni a motor erejét.
Néhány esetben azonban sikerült túllépni a szükségesség határát és ekkor a TCS (Torque Control System - Nyomatékszabályozó Rendszer) segített javítani a motor kezelhetőségén. Ez a rendszer a leadott teljesítményt az összes, még a hatodik sebességi fokozatban is szabályozza annak megfelelően, hogy mekkora nyomaték vihető át a pálya aszfaltjára.
Végsebesség terén a 2005-ös motorblokkal átlagosan valamivel 5 km/h alatti növekedést sikerült elérni az első kilenc versenyből hét alkalommal. A legnagyobb fejlődés Mugellóban volt, ahol a tavalyinál kb. 7,5 km/h-val volt gyorsabb az YZR-M1, míg Assenben és Brnóban kb. 3 km/h-val lassabb volt.
A fogyasztás csökkentése terén átlagosan mintegy 8%-os előrelépés tapasztalható, így már jóval több, mint 5 km tehető meg egy liter üzemanyaggal.
| Yamaha YZR-M1 (2006) műszaki adatok | Yamaha YZR-M1 (2006) műszaki adatok |
| ----------------------------------- | --- |
| Motor                               | |
| Motortípus:                         | Folyadékhűtéses, soros 4-hengeres, 4 ütemű motor, 16-szeleppel DOHC vezérléssel (felül szelepelt, felül vezérelt, dupla vezérműtengelyes)                                                               |
| Hengerűrtartalom:                   | 990 cc |
| Gyújtás:                            | Magneti Marelli, változtatható gyújtásparaméterekkel vezérelt gyújtás - NGK gyertyák és gyújtáskábelek                                                                                                  |
| Üzemanyagellátás:                   | Elektronikus benzinbefecskendezés |
| Kenési rendszer:                    | Nedves karteres olajozás - Motul kenőanyaggal |
| Adatrögzítő rendszer:               | 2D |
| Maximális teljesítmény:             | Kb. 230 LE (beállítástól függően) |
| Végsebesség:                        | Több mint 205 mph (330 km/h) |
| Erőátvitel                          | |
| Típus:                              | 6-sebességes kazettás sebességváltó, változtatható áttétellel (kazettás = a váltó tengelyei és fogaskerekei egy egységben kiszerelhetőek anélkül, hogy a váltót és motort a vázból ki kellene szerelni) |
| Kuplung:                            | Többtárcsás, száraz tengelykapcsoló, primer hajtás fogaskerekekkel, szekunder hajtás lánccal - D.I.D. lánc                                                                                              |
| Alváz és futómű                     | |
| Kerettípus:                         | Alumínium hídváz, többféleképpen állítható kormánygeometriával, állítható tengelytávval, ülésmagassággal. Alumínium-öntvény lengőkar.                                                                   |
| Elülső felfüggesztés:               | Teljesen állítható, fordított Öhlins teleszkópvilla |
| Hátsó felfüggesztés:                | Merevített alumínium lengőkar Öhlins központi rugóstaggal változtatható csatlakozással |
| Első/hátsó keréktárcsák:            | 16.5 átmérő elöl és hátul, többféle szélességben |
| Első/hátsó gumik:                   | Michelin, 16.5 elöl és hátul, többféle szélességben Használt mintázatok: slick, intermediate, eső, vágott-slick (többféle keverék használata)                                                           |
| Első fék                            | 320mm-es karbonszálas dupla féktárcsa, radiálisan szerelt négydugattyús Brembo féknyereggel |
| Hátsó fék                           | Szimpla 220mm-es hűtött rozsdamentes acél tárcsa, kétdugattyús Brembo féknyereggel |
| Tömeg                               | 148 kg, FIM előírásoknak megfelelően |
| Tank                                | 22 liter, FIM előírásoknak megfelelően |

## Külső hivatkozások
- 2002 YZR-M1
- Az aktuális YZR-M1
- Yamaha porlasztók[halott link]
- 2004-2006-os fejlesztések